# Hyotherium
A Hyotherium az emlősök (Mammalia) osztályának párosujjú patások (Artiodactyla) rendjébe, ezen belül a disznófélék (Suidae) családjába és a fosszilis Hyotheriinae alcsaládjába tartozó nem.
Az alcsaládjának a típusneme.

## Előfordulásuk
A Hyotherium-fajok a miocén kor idején éltek, ezelőtt 20-7,246 millió évvel; ott ahol ma Európa és Ázsia van.
A következő országokban találták meg e nembéli állatok maradványait; az országok melletti számok a maradványok számát mutatják: Ausztria (2), Kína (8), Franciaország (7), Németország (9), Pakisztán (1), Portugália (7), Szerbia és Montenegró (2), Szlovákia (2), Spanyolország (1), Svájc (4), Thaiföld (1) Törökország (1).

## Források

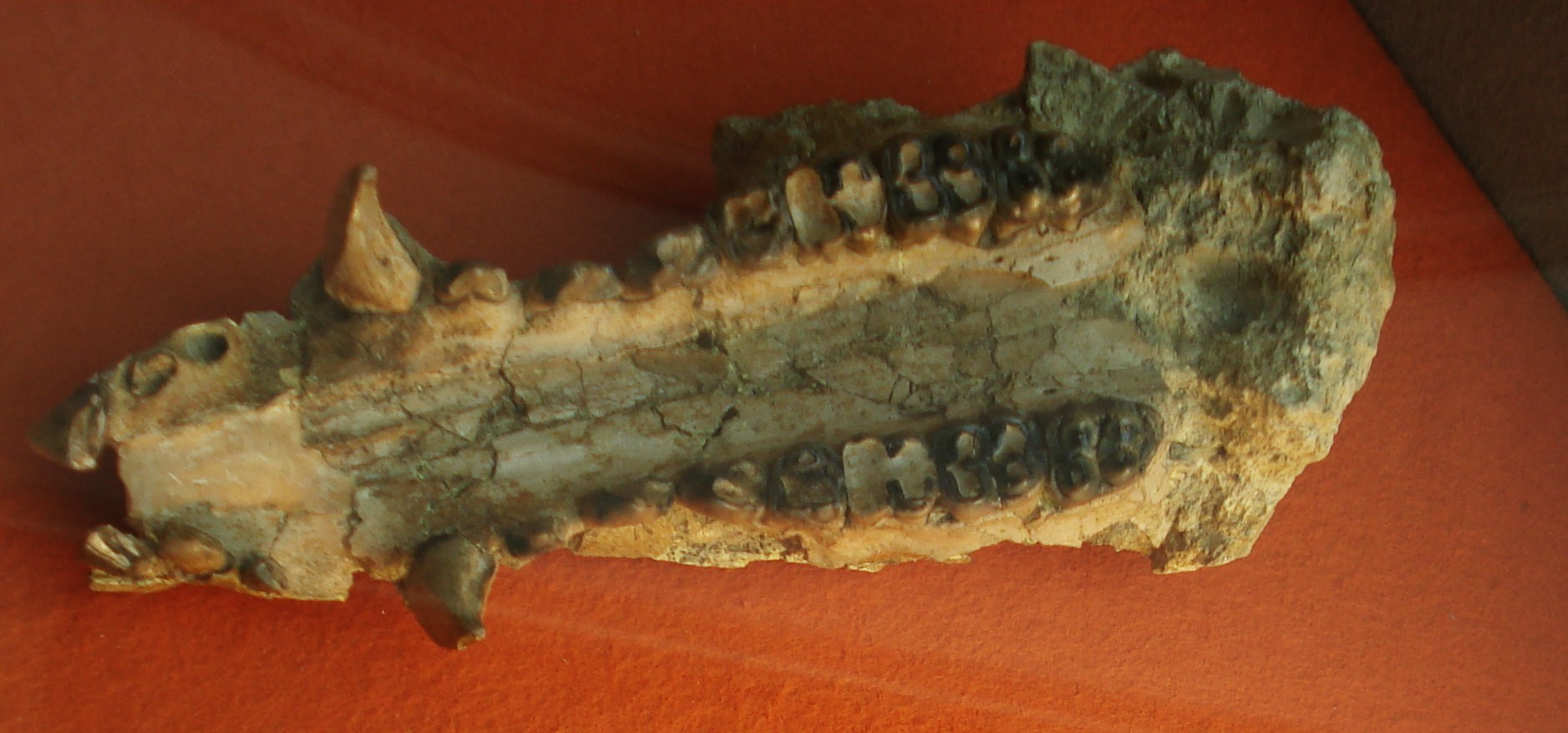
A Hyotherium soemmeringi állkapcsának egy része

## Rendszerezésük
A nembe az alábbi 2 faj tartozik:
- †Hyotherium major
- †Hyotherium soemmeringi